# Pentatonika
Pentatonika či pentatonická hudba (z řec. penta, pět) znamená hudbu založenou na stupnicích o pěti tónech v oktávě. Protože je jednoduchá a výrazná, vyskytuje se v mnoha starých kulturách, v lidové hudbě, v písních a popěvcích nebo v hudbě pro děti. Je běžná a oblíbená v blues a country i v reklamě. Rozlišuje se pentatonika s půltóny (hemitonická) a bez nich (anhemitonická).

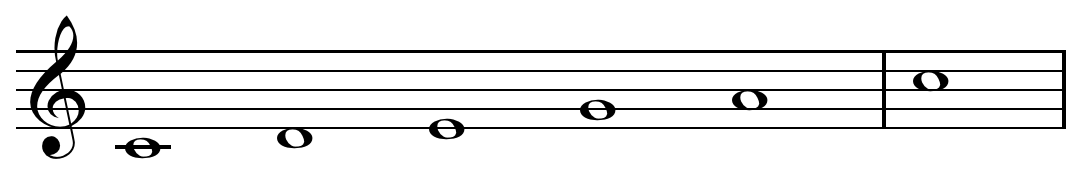
Pentatonická stupnice C-dur

## Historie
Pentatonická hudba je hudební systém, který snad vznikl na Blízkém Východě a rozšířil se po celé Asii, Africe i Evropě. Doklady se vyskytují od 3. tisíciletí př. n. l. a nejstarší nalezené hudební nástroje, například píšťaly, vykazují pentatonické ladění. Zachovala se v lidové hudbě mnoha kultur a v moderní době znovu ožila zejména v blues a country.

## Hemitonická pentatonika
Půltónová čili hemitonická pentatonika obsahuje půltóny a vyskytuje se v mnoha lidových kulturách. Pokud za základ přijmeme stupnici C-dur, lze různé druhy půltónové pentatoniky charakterizovat takto:
- Islandské dvojzpěvy (tvísöngur) - E, F, A, H, C
- Japonská pentatonika - C, Des, F, G, B
- Indická pentatonika - C, E, F, G, B
- Indonéská pélog - C, Des, Es, G, As

## Anhemitonická pentatonika
Nejznámějším příkladem pentatoniky bez půltónů je čínská pentatonika, tvořená tóny C, D, E, G, A (v C-dur). Chybí zde oba půltónové kroky durové stupnice (E-F a H-C), takže stupnici tvoří dva celé tóny, malá tercie a celý tón. Tvoří se ve dvanácti výškách, odstupňovaných po půltónu, a každá z 12 variant může mít 5 různých modů.

## Hudební pedagogika

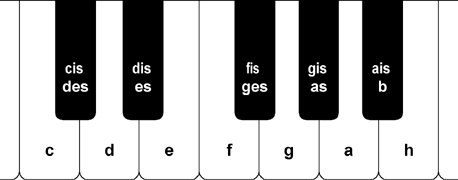
Černé klávesy na klavíru tvoří pentatonickou stupnici

S novým zhodnocením lidové hudby v 19. století se lidové písně dostaly do škol a od začátku 20. století se pentatonikou začali zabývat i hudební pedagogové a skladatelé. Německý skladatel Carl Orff navrhl jednoduché nástroje, například xylofon, na nichž se děti učí nejprve v pentatonickém systému.
Pentatonický systém bez půltónů představují také černé klávesy na klavíru a dalších klávesových nástrojích.